# 화면 재생 빈도
화면 재생 빈도(refresh rate, 또는 주사율, 화면재생률, 음극선관 모니터에서는 "수직 재생 빈도", "수직 주파수"라고 부름)는 화면이 1초에 얼마큼 비추는지를 나타내는 값이다. 그러나 프레임 레이트에서 측정하는 바와는 구별한다.
이를테면 영사기는 한 프레임에서 다음 24 프레임으로 가는 데 1초가 걸린다. 그러나 다음 프레임이 영사되기 앞서 각 프레임은 동일한 정보를 2~3 번 비추게 된다. 그 결과, 영사기는 초당 24 프레임을 실행하지만 48 또는 72 헤르츠의 화면 재생 빈도를 가진다. 그러므로 화면 재생 빈도는 프레임레이트와 달리 동일한 이미지 data를 반복하는 회수를 포함하여 나타낸다. 따라서, 화면 재생 빈도는 항상 새로운 이미지를 재생하는 경우에는 프레임레이트와 같으나 동일한 이미지를 반복하는 경우에는 프레임레이트보다 커진다.

## 음극선관

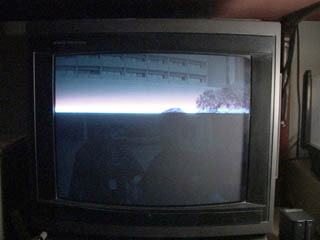
전자빔이 영상을 주사하고 있다.

음극선관(CRT) 디스플레이에서 주사 속도는 그래픽 카드가 발생한 수직 귀선 기간에 제어받는다. 해상도가 높아질수록 더 많은 주사선을 가진다는 것을 뜻하므로 모니터의 최대 수평 주사 속도와 해상도에 제한을 받는다. 화면 재생 빈도를 높이면 깜박임을 줄이므로 눈의 압박을 줄일 수 있다. 그러나 디스플레이에 권장되는 빈도 이상을 지정할 경우, 디스플레이의 손상이 발생할 수 있다.

## 액정 디스플레이
LCD 모니터의 액정에는 화면 재생 빈도가 영상 data 및 Backlight scan 두 가지에 의해 결정된다. 이는 CRT 모니터는 조명과 화상 모두에 같은 구조를 이용하지만 LCD는 별도의 백라이트를 이용하여 LCD 액정 셔터가 표현하는 영상을 비추기 때문이다.

## 같이 보기
- 텔레비전
- 음극선관
- 플라스마 디스플레이
- 프레임 레이트